# 65-я улица (линия Куинс-бульвара, Ай-эн-ди)
|   |     |     |     |     |   |
| · | · л | · э | · э | · л | · |

|   |     |     |     |     |   |
| · | · л | · э | · э | · л | · |

«65-я улица» (англ. 65th Street) — станция Нью-Йоркского метрополитена, расположенная на линии Куинс-бульвара, Ай-эн-ди. Станция находится в Куинсе, в округе Вудсайд, на пересечении Бродвея с 65-й улицей. На станции останавливаются маршруты: E (ночью), M (в будни днём и вечером) и R (круглосуточно, кроме ночи). Станцию проходят без остановки маршруты: E (круглосуточно, кроме ночи), F (круглосуточно) и <F> (в часы пик в пиковом направлении).
Станция представлена четырьмя путями и двумя боковыми платформами, обслуживающими внешние пути. Сама станция окрашена в фиолетовые тона. Название представлено как в виде мозаики на стенах, так и в виде чёрных табличек на колоннах.
Над станцией в восточной её части расположен мезонин. Там имеется турникетный павильон и единственный выход со станции. Выход представлен лестницами, ведущими к перекрёстку Бродвея с 65-й улицей. Имеется возможность бесплатного перехода между платформами. Был ещё один выход — западный, но во время одной из реконструкций он был закрыт.
К западу от этой станции два центральных экспресс-пути уходят под локальные, таким образом образуя два яруса по два пути на каждом. Затем нижние пути поворачивают и следуют дальше под Северным бульваром. Верхние локальные пути продолжают следовать дальше, под Бродвеем. Спустя две станции локальные пути поворачивают под Стейнвей-стрит и следуют под ней до встречи с экспресс-путями в районе Куинс-Плаза.